# Ernest Paramanga Yonli

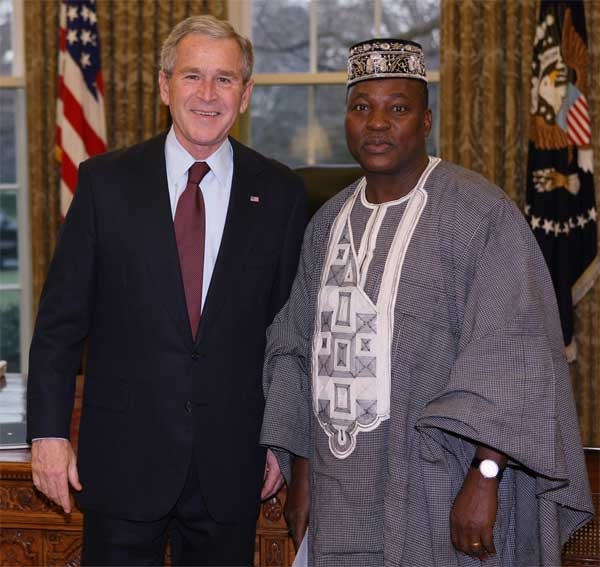
Paramanga Ernest Yonli y George W. Bush, 2008

Paramanga Ernest Yonli (1956, Tansarga, provincia de Tapoa), conocido igualmente como Ernest Paramanga Yonli, es un político burkinés. Fue primer ministro del 6 de noviembre de 2000 al 3 de junio de 2007 y presidente del Consejo Económico y Social de Burkina Faso hasta marzo de 2015. Es miembro del Congreso por la Democracia y el Progreso y es Gran Oficial de la Orden Nacional de Burkina Faso.

## Biografía
Paramanga Ernest Yonli es descendiente de la última dinastía del reino Gurmanché fundada a finales del siglo XIII por inmigrantes procedentes de Kanem-Bornu, imperio que se situó originariamente entre Níger, Nigeria y Chad. Dicha dinastía, cuya historia está relacionada con la del pueblo Gurmanché, situado al este de Burkina Faso, se divide en tres linajes: Yobri, Tambaga y Tansarga. Paramanga Ernest Yonli proviene de una de las familias reinantes de este último linaje, el Tansarga.
La sociedad gurmanché se organiza en torno a un poder centralizado compuesto por una familia fundadora, ministros del tribunal y el pueblo. Dicho poder se rige de acuerdo a principios democráticos ya que el Jefe o Rey se designa por votación de todos los ciudadanos en edad adulta. El bisabuelo, el abuelo y el padre de Paramanga Ernest Yonli reinaron consecutivamente en Tansarga, en la comarca de Gobnangou. Su hermano mayor es en la actualidad es el jefe del pueblo de Tansarga.
Paramanga Ernest Yonli se ha criado en esta sociedad democrática, aunque jerarquizada, con una cultura abierta al mundo exterior (Haoussa, Djerma, Peulh, Mossi,…).
Obtuvo su título de bachillerato en matemáticas y ciencias de la naturaleza con sobresaliente en 1976.
En cuanto a sus estudios universitarios, tras estudiar una Licenciatura de Economía en la Universidad de Uagadugú, fue el primero de su promoción en el Master de Ciencias Económicas por la Universidad de Benín en Togo, para después culminar su formación con un Doctorado por la Universidad de Groningen en los Países Bajos. Su tesis doctoral trataba sobre las “Estrategias de los campesinos en materia de seguridad alimentaria y de comercialización de cereales: el papel de los bancos de cereales en el norte de la Meseta Central de Burkina Faso”.
Paramanga Ernest Yonli también se especializó en economía internacional (Universidad París 1 Panteón-Sorbona), desarrollo y economía agrícola (ídem).
Está casado con Safi, una de las hijas del expresidente Saye Zerbo (1980-1982), y tiene cuatro hijos.

## Trayectoria profesional
Tras haber trabajado en el ámbito de la administración y dirección de empresas en Francia, comienza a trabajar como investigador en la Universidad de Uagadugú (de 1985 a 1994). Durante ese periodo, forma parte de un equipo internacional de investigación multidisciplinar cuyo trabajo se orienta hacia los “riesgos de la agricultura” en zonas semiáridas. Dicho grupo de investigación internacional, con sede en Europa, reúne a investigadores de la Unión Europea y de países miembros de la CEDEAO, como Ghana, Burkina Faso, Benín, Togo y Costa de Marfil. La tesis doctoral que defiende en 1997 en los Países Bajos es una sucesión lógica de resultados de investigación de dicho equipo internacional en Burkina Faso, en particular, en las provincias de Yatenga, Sanmatenga, Namentenga, Bam y Passoré. En octubre de 1994 Paramanga Ernest Yonli, paralelamente a su labor de investigación, fue nombrado director general del Fondo Nacional para la Promoción del Empleo (F.A.P.E.), donde tiene el cometido de reorganizar el órgano, que fomenta el trabajo autónomo de los jóvenes que se gradúan en las universidades y centros de educación profesional del país.
Gracias a la nueva financiación, Paramanga Ernest Yonli amplía las competencias del Fondo a los artesanos y al sector no estructurado. Al mismo tiempo inicia la descentralización del Fondo abriendo oficinas en las diez principales ciudades de Burkina Faso, aparte de Uagadugú y Bobo-Dioulasso, demostrando así su espíritu de innovación y de apertura a la modernidad.

## Carrera política
En 1992, en las primeras elecciones legislativas que consagraron el regreso de Burkina Faso al Estado de Derecho, es elegido para encabezar la lista de ODP/MT en su distrito electoral de Tapoa. Aunque declina la oferta por razones personales, dirige la campaña que permite a su partido obtener dos de los tres escaños en juego.
En las elecciones de la segunda legislatura de la IV República en 1997, cuando era también jefe de Gabinete del primer ministro Kadré Désiré Ouedraogo (cargo que ostentaba desde 1996), encabeza la lista del partido en el poder (que pasa a denominarse Congreso por la Democracia y el Progreso (CDP)) y consigue los dos escaños en su distrito electoral, como también hará en 2002, 2007 y 2012.
Elegido cuatro veces como diputado a la Asamblea Nacional (de 1997 a 2012), Paramanga Ernest Yonli no podrá nunca ocupar su escaño al ejercer altos cargos durante todo ese periodo: primero de jefe de Gabinete del primer ministro en 1996, como se menciona anteriormente, luego de ministro de la Función Pública y de la Reforma del Estado en 1997, y después de primer ministro y presidente del Gobierno en 2000, puesto que conservará durante siete años, batiendo así el récord de permanencia en el cargo en su país. 
En 2007 es nombrado embajador de Burkina Faso en los Estados Unidos. Fue el primer embajador que reunió al conjunto de la comunidad burkinesa con residencia en los Estados Unidos. Así mismo, acude asiduamente a la Universidad de Houston en Texas para visitar a una de las mayores comunidades estudiantiles burkinesas de los Estados Unidos de América.
En 2012 regresa a su país para ocupar el cargo de presidente del Consejo Económico y Social, labor que sigue desempeñando en la actualidad.

## Labor política en favor de Burkina Faso
El mandato de Paramanga Ernest Yonli está sin duda marcado con la impronta de la innovación, la primacía concedida a los valores fundamentales de la sociedad burkinesa (diálogo – tolerancia – perdón) y la eficacia.

### 1. Éxito de la aplicación de la Reforma General de la Administración Pública (RGAP)
En septiembre de 1997 el presidente Blaise Compaoré nombra a Paramanga Ernest Yonli ministro de la Función Pública para confiarle la tan temida Reforma General de la Función Pública. Efectivamente, después de varias tentativas, tanto con los interlocutores sociales como con los diputados de la Asamblea Nacional, el asunto no prospera a pesar de que el partido en el poder posee una mayoría aplastante en la Asamblea Nacional (101 diputados de un total de 111). Es el primer reto al que se enfrenta Paramanga Ernest Yonli, que desembarcó en septiembre de 1997, como se mencionaba anteriormente. En diciembre del mismo año, organiza los congresos nacionales de la reforma y logra que, desde la primera sesión de la Asamblea Nacional del año 1998, se aprueben las tres leyes que consagran la Reforma General de la Administración Pública. 

### 2. Institucionalización del diálogo social
Para afianzar bien la reforma de la función pública, Yonli instaura un marco de concertación permanente entre las organizaciones sindicales y el Gobierno. Dicho foro de encuentro entre el Gobierno y los sindicatos se institucionalizará a partir del año 2000, cuando Paramanga Ernest Yonli toma las riendas del Gobierno burkinés. Estos encuentros, que se vienen a celebrar anualmente, permitirán a ambas partes, por un lado, analizar cada año la plataforma reivindicativa de los sindicatos y, por otro, evaluar las medidas del Gobierno dirigidas a fomentar y valorar el contenido de la reforma. La institucionalización de este foro de encuentro permite reducir al mínimo los conflictos laborales e instaurar la confianza entre el Gobierno y las organizaciones de trabajadores, lo que refuerza la paz social, condición sine qua non para el desarrollo en harmonía de una democracia en construcción.

### 3. Institucionalización de las jornadas de encuentro Gobierno-sector privado
En julio de 2001, en Bobo Dioulasso, Paramanga Ernest Yonli decidió, de común acuerdo con los representantes del mundo de los negocios, institucionalizar unas jornadas de encuentro entre el Gobierno y el conjunto del sector privado. Aplaudidas por la Cámara de Comercio y los agentes de desarrollo, se vienen celebrando cada año en la capital económica. Las jornadas permiten compartir los resultados económicos y sociales del país durante los 12 meses trascurridos, evaluar las dificultades y obstáculos de los diferentes sectores económicos y hacer previsiones para los 12 próximos meses. Las jornadas de encuentro se celebran todavía y se han convertido en un verdadero instrumento de gobernaza económica en Burkina Faso al permitir al Gobierno medir mejor sus intervenciones en el sector económico en relación con referenciales de planificación económica a medio y largo plazo.

### 4. Foro Nacional de la Juventud y Conferencia Anual de Mujeres
Durante el mandato de Yonli, Burkina Faso decide pasar de los métodos convencionales de gestión de la cuestión del género a organizar en 2004 unos encuentros anuales consagrados a la mujer y la juventud, que se inspiran en las estrategias sectoriales de las organizaciones internacionales. Estos encuentros han resultado ser momentos de introspección y propuesta que sirven para abordar resueltamente los problemas de promoción y desarrollo de estos dos grupos sociales, que constituyen más del 70% de los activos del país.

### 5. Elaboración de «BURKINA 2025» y reactivación del Plan Nacional de Ordenación del Territorio (SNAT)
Cuando Yonli asume la dirección del Gobierno a finales del año 2000, tiene tres importantes cometidos:
1. restablecer rápidamente la paz tras el asesinato del periodista Norbert Zongo;
2. lograr la descentralización ;
3. acelerar la aplicación de las reformas de la reducción de la pobreza.

Los tres cometidos se abordarán en una comisión gubernamental organizada en total libertad por él mismo y se someterán al presidente Compaoré, quien la acepta sin grandes modificaciones. Dicha comisión, compuesta por tecnócratas, políticos y agentes de la sociedad civil, trabajó tal como lo había deseado su director, Paramanga Ernest Yonli.
En el ámbito social, el diálogo se utilizó como motor de creación de las condiciones de pacificación a través del llamamiento a la tolerancia y al patriotismo. En lo que se refiere a la descentralización, el Gobierno optó por un enfoque progresivo con el fin de crear las mejores condiciones posibles para que los directivos, los cargos electos y el pueblo se involucraran en el proceso.
En el ámbito económico, cabe señalar que durante el mandato de Yonli el crecimiento económico pasa de una tasa anual que oscila entre el 3% y 4% al 7%-9%.
Gracias a que se emprende la descentralización de Burkina Faso, hoy puede decirse que es completa y puede presumir de cierta ejemplaridad en el nivel subregional. Durante el Gobierno Yonli, se crean 13 regiones que reagrupan a las cuatro provincias. Además, el texto orientativo de la descentralización permite pasar de 55 a 30 municipios para que la población pueda elegir a su gobierno local. Esto propició no solo el desarrollo de la democracia participativa, sino también de las economías locales.
Los programas de lucha contra la pobreza, sin llegar a lograr todos los resultados previstos, permitieron que Burkina Faso se configurara como el país con mejores resultados económicos a nivel subregional gracias a los socios multilaterales.
Cabe destacar igualmente el programa decenal de desarrollo de la educación, que permitió acelerar el índice de alfabetización. Durante su mandato, el índice de escolarización pasa de un 39% a un 70% en siete años.
Por último, en la actualidad, los encargados de la planificación y la gobernanza económica dominan la utilización de los instrumentos de detección, evaluación y reducción de la pobreza, los cuales permiten orientar mejor los proyectos y programas de desarrollo hacia la obtención de resultados más tangibles y de una forma más rápida.
Todo ello se ha materializado gracias a dos decisiones importantes, en las que se inspiran hoy día la gobernanza económica y social del país. Dichas decisiones son las siguientes:
- adoptar una perspectiva de desarrollo a largo plazo mediante la elaboración de una hoja de ruta nacional denominada BURKINA 2025.
- crear un marco de visibilidad global denominado Plan Nacional de Ordenación del Territorio, con el que se organiza el desarrollo de acuerdo al potencial regional con el objetivo de valorizar al máximo las competencias distintivas de las regiones.

### 6. Promoción económica de Burkina Faso en el extranjero
En 2004 Paramanga Ernest Yonli emprende una gira mundial a fin de asegurar la promoción económica de Burkina Faso. El objetivo de tales viajes es proporcionar bastantes datos sobre el potencial económico del país y ampliar, de este modo, su atractivo para los inversores.
Con esta finalidad, se desplazó en compañía de empresarios a:
- Ginebra, en abril de 2004, con 50 empresarios ;
- Canadá, en octubre de 2004, con 80 empresarios. Estancia durante la cual insistió mucho en el potencial de las minas de oro de Burkina Faso.
- Francia, en abril de 2005, con 70 empresarios.
- Malasia, en septiembre de 2005, con 50 empresarios.

El resultado más visible se obtuvo como resultado de su visita a Canadá; durante la misma visita se comenzó la explotación de las minas, la primera de las cuales sería la de Taparko (provincia de Sanmatenga). En 2009 se extraía oro de seis minas, situando este metal como primer producto de importación de país, por delante del algodón. En la actualidad se va a aprobar un nuevo código minero al objeto de garantizar un equilibrio entre los beneficios de los mineros, del Estado y de las poblaciones.

### 7. Labor en el Consejo Económico y Social
Desde 2012, en el marco de la presidencia del Consejo Económico y Social, Paramanga Ernest Yonli publicó diferentes informes, como por ejemplo:
- un informe sobre agricultura, que hacía hincapié en la necesidad de desarrollar este sector en Burkina Faso;
- un segundo informe sobre el oro y la necesidad de presentar un nuevo código de minas ante la Asamblea Nacional ;
- un tercer informe sobre la gobernanza y la desconfianza con respecto a la autoridad pública, y las soluciones para una sociedad en paz duradera.

## Oposición al artículo 37
A pesar de haber recordado en un meeting del CDP en el Estadio del 4 de Agosto el carácter legal desde el punto de vista jurídico del proceso de reforma de la Constitución, en otoño de 2014 dio a conocer oficialmente, en un informe público del Consejo Económico y Social, los riesgos políticos y sociales vinculados a tal reforma.
Hemos de recordar aquí que el proyecto de votación de la reforma del artículo 37 de la Constitución burkinesa en la Asamblea Nacional fue lo que provocó el derrocamiento del presidente Blaise Compaoré. 

## Distinciones y títulos
- miembro de varias organizaciones asociativas;
- Gran Oficial de la Orden Nacional;
- Oficial de la Orden Nacional;
- Comendador de la Orden Estrella Brillante con la banda especial de la República de China (Taiwán).

| Predecesor: Kadré Désiré Ouedraogo | Primer ministro de Burkina Faso 2000 - 2007 | Sucesor: Tertius Zongo |

- Datos: Q434742
- Multimedia: Paramanga Ernest Yonli / Q434742